# Archie Cochrane
Archie Cochrane, rodným jménem Archibald Leman Cochrane (12. ledna 1909 Galashiels, Skotsko – 18. června 1988 Dorset) byl skotský lékař (epidemiolog) a průkopník medicíny založené na důkazech.
V letech 1932–1935 se léčil u psychoanalytika Theodora Reika (Berlín, Vídeň a Haag). V roce 1934 začal studovat medicínu na University College Hospital v Londýně. Studium přerušil v letech 1936–1937, protože bojoval jako člen interbrigády ve španělské občanské válce. Studium ukončil 14. března 1938. Během druhé světové války sloužil od roku 1939 v Royal Army Medical Corps. V roce 1941 padl na Krétě do německého zajetí a byl internován v Řecku a později v Německu.
Po skončení války vypracoval studii o pneumokonióze na velšských hornících a v letech 1947–1948 ve Spojených státech amerických studii o epidemiologii tuberkulózy.
Od zveřejnění své netradiční publikace Effectiveness and Efficiency – Random Reflections on Health Services v roce 1972 (London, Nuffield Provincial Hospitals Trust, 1972) je považován za otce medicíny založené na důkazech.